# Будівництво 896 і ВТТ
Будівництво 896 і ВТТ — підрозділ системи виправно-трудових установ ГУЛАГ, оперативне керування якого здійснювало Головне Управління таборів промислового будівництва (ГУЛПС).
Час існування: організований 23.12.47 ;

закритий між 17.03.49 і 15.04.49 (перейменований в Будівництво 665 і ВТТ).
Дислокація: Таджицька РСР, м.Ленінабад

## Виконувані роботи
- обслуговування Буд-ва 896,
- буд-во Ленінабадського гірничо-хімічного комб., комб. № 6 (перше підприємство в СРСР з добування та переробки уранових руд),
- продовження буд-ва на Чирчикському електромех. комб. з 27.02.48

## Чисельність з/к
- 01.02.48 — 924,
- 01.01.49 — 7210